# Barbara Yorke
Pour les articles homonymes, voir Yorke.
Barbara Yorke est une historienne britannique née en 1951, spécialiste de la période anglo-saxonne de l'histoire de l'Angleterre.

## Biographie
Barbara Yorke a étudié l'histoire et l'archéologie à l'université d'Exeter, où elle a passé son diplôme de premier cycle et son doctorat. Elle enseigne l'histoire médiévale à l'université de Winchester depuis 1977. Membre de la Royal Historical Society, elle est également professeur honoraire à l'institut d'archéologie de l'University College de Londres, et a donné la conférence Toller (en) à l'université de Manchester en 2011 sur le thème « Alfred et Weland : tradition et transformation à la cour du roi Alfred ».

## Publications
- 1990 : Kings and Kingdoms of Early Anglo-Saxon England
- 1995 : Wessex in the Early Middle Ages
- 1997 : Bishop Æthelwold: His Career and Influence (édition)
- 1999 : The Anglo-Saxons
- 2003 : Nunneries and the Anglo-Saxon Royal Houses
- 2006 : The Conversion of Britain: Religion, Politics and Society in Britain, 600–800